# Issigeac
Issigeac (okcitansko Sijac) je naselje in občina v francoskem departmaju Dordogne regije Akvitanije. Leta 2008 je naselje imelo 648 prebivalcev.

## Geografija
Kraj leži v pokrajini Périgord ob reki Banège, 18 km jugovzhodno od Bergeraca.

## Uprava
Issigeac je sedež istoimenskega kantona, v katerega so poleg njegove, vključene še občine Bardou, Boisse, Bouniagues, Colombier, Conne-de-Labarde, Faurilles, Faux, Monmadalès, Monmarvès, Monsaguel, Montaut, Plaisance, Saint-Aubin-de-Lanquais, Saint-Cernin-de-Labarde, Saint-Léon-d'Issigeac, Saint-Perdoux in Sainte-Radegonde s 4.138 prebivalci.
Kanton Issigeac je sestavni del okrožja Bergerac.

## Zanimivosti
- gotska cerkev sv. Felicijana iz konca 15. in 16. stoletja,
- škofijski dvorec iz 17. stoletja, zgrajen na ostankiih nekdanjega srednjeveškega obzidja